# Pachychernes gracilis
Espèce
Synonymes
- Chelifer gracilis Ellingsen, 1902

Pachychernes gracilis est une espèce de pseudoscorpions de la famille des Chernetidae.

## Distribution
Cette espèce est endémique d'Équateur. Elle se rencontre vers Naranjito.

## Description
L'holotype mesure 2,5 mm.

## Publication originale
- Ellingsen, 1902 : Sur la faune de pseudoscorpions de l'Équateur. Mémoires de la Société Zoologique de France, vol. 15, p. 146-168 (texte intégral).